# Reguły nadwyboru
Reguły nadwyboru – stosowane w ramach mechaniki kwantowej reguły określające, jakie stany można traktować jako fizyczne. Zgodnie z regułami mechaniki kwantowej dopuszcza się superpozycje stanów rozważanego układu. Okazuje się jednak, że w przypadku istnienia nietrywialnych reguł nadwyboru superpozycja dwóch stanów fizycznych może nie być stanem fizycznym.

## Definicja
Niech {\displaystyle H} będzie przestrzenią Hilberta, przy pomocy której opisuje się rozważany układ fizyczny. Stan układu jest pewnym promieniem jednostkowym w {\displaystyle H.} W ogólności nie każdy taki promień może być uznany za stan fizyczny. Dowolna reguła, która wyróżnia pewne promienie jako stany niefizyczne, nazywana jest regułą nadwyboru.

## Przykłady
Nie istnieją stany będące superpozycją stanów o różnym ładunku elektrycznym, różnej liczbie barionowej lub różnej parzystości liczby fermionów. W związku z istnieją reguły nadwyboru, które mówią, że stany fizyczne są zawsze superpozycją stanów o tym samym ładunku elektrycznym, liczbie barionowej i parzystości liczby fermionów.